# Álvaro Laiz
Álvaro Laiz (León, España, 1981) es un fotógrafo especializando en fotografía antropológica y medioambiental.

## Biografía
Álvaro nació en 1981 en León, en el norte de España. Se ha especializado en fotografía antropológica y ambiental. Desde 2021 es National Geographic Storytelling Fellow.
En 2017 publicó su primer libro "The Hunt" (Dewi Lewis/RM 2017), una reconstrucción de una historia con ecos de Moby Dick de un hombre contra el depredador más temible y eficiente de la Jungla Boreal: el tigre siberiano. Fue presentado en Les Recontrès de Arlès 2017 y seleccionado por el British Journal of Photography como "Best of 2017". 
El trabajo de Álvaro ha sido reconocido por varias instituciones como Sony World Photography Awards, World Press Photo, Visura o Fundación Cerezales. En 2016 ha sido galardonado con una beca "National Geographic Explorer" por su proyecto "The Edge", un viaje siguiendo los pasos de las poblaciones paleo-siberianas que, a través del Estrecho de Bering hace 20.000 años, terminarían convirtiéndose en los primeros pobladores de América.

## Exposiciones
Su trabajo tanto fotográfico como videoinstalación a gran escala lo podemos encontrar en colecciones públicas y privadas como el Museo de América o la Colección INELCOM de Arte Contemporáneo, comisariada por Vicente Todolí, y ha sido expuesta en museos y ferias de arte como el Musée d'Art Contemporain du Val-de-Marne (MAC/ VAL) en París o el Museo de Arte Contemporáneo de Castilla y León (MUSAC). 

## Premios
Recibió una medalla de oro en la Exposición Internacional de Arte Fotográfico de China en 2013. En 2015, Álvaro Laiz fue galardonado con la Beca FotoVisura al Proyecto Personal Destacado, por su proyecto fotográfico The Hunt en el que retrató a los indígenas udeges del Lejano Oriente ruso. En 2017 se convierte en Explorer de National Geographic. En 2019 y 2020 es galardonado en los Sony World Photograpy Awards como primer y segundo premio en las categorías de Retrato y Medio Ambiente.